# Уряд Ямайки
Уряд Ямайки — вищий орган виконавчої влади Ямайки.

## Голова уряду
- Прем'єр-міністр — Ендрю Холнесс (англ. Andrew Holness).

## Кабінет міністрів
Склад чинного уряду подано станом на 10 серпня 2016 року.
| Логотип | Міністерство                                                            | Міністр                                                           | Фото | Час на посаді | Час на посаді | Партія | Партія | Вебсайт |
| ------- | ----------------------------------------------------------------------- | ----------------------------------------------------------------- | ---- | ------------- | ------------- | ------ | ------ | ------- |
|         | Міністерство енергетики, науки і технологій                             | Ендрю Обраєн Вітлі (Andrew O'Brian Wheatley)                      |      |               |               |        |        |         |
|         | Міністерство закордонних справ і торгівлі                               | Каміна Елізабет Джонсон-Сміт (Kamina Elizabeth Johnson-Smith)     |      |               |               |        |        |         |
|         | Міністерство місцевого самоврядування і розвитку                        | Десмонд Маккінзі (Desmond Mckenzie)                               |      |               |               |        |        |         |
|         | Міністерство національної безпеки                                       | Едмунд Монагуе (Edmund Montague)                                  |      |               |               |        |        |         |
|         | Міністерство оборони, економічного росту і створення робочих місць      | Ендрю Холнесс (Andrew Holness)                                    |      |               |               |        |        |         |
|         | Міністерство освіти, молоді та інформації                               | Руель Банкрофт Рейд (Ruel Bankroft Reid)                          |      |               |               |        |        |         |
|         | Міністерство охорони здоров'я                                           | Крістофер Чарльз Тафтон (Christopher Charles Tufton)              |      |               |               |        |        |         |
|         | Міністерство праці та соціального забезпечення                          | Шахін Елізабет Робінсон (Shahine Elizabeth Robinson)              |      |               |               |        |        |         |
|         | Міністерство промисловості, комерції, сільського і рибного господарства | Карл Самуда (Karl Samuda)                                         |      |               |               |        |        |         |
|         | Міністерство розваг, спорту, культури і гендеру                         | Олівія Атавіа Грендж (Olivia Atavia Grange)                       |      |               |               |        |        |         |
|         | Міністерство транспорту і гірничої промисловості                        | Лестер Майк Генрі (Lester Mike Henry)                             |      |               |               |        |        |         |
|         | Міністерство туризму                                                    | Едмунд Кертіс Бартлетт (Edmund Curtis Bartlett)                   |      |               |               |        |        |         |
|         | Міністерство фінансів і державної служби                                | Одлі Фітц-Альберт Шу (Audley Fitz-Albert Shaw)                    |      |               |               |        |        |         |
|         | Міністерство юстиції                                                    | Дельрой Аубін Чак (Delroy Aubyn Chuck)                            |      |               |               |        |        |         |
|         | Міністр без портфеля                                                    | Горас Ентоні Чанг (Horace Anthony Chang)                          |      |               |               |        |        |         |
|         | Міністр без портфеля                                                    | Вільям Джеймс Чарльз Хатчінсон (William James Charles Hutchinson) |      |               |               |        |        |         |
|         | Міністр без портфеля                                                    | Деррік Сміт (Derrick Smith)                                       |      |               |               |        |        |         |
|         | Міністр без портфеля                                                    | Деріл Візлі Філліп Ваз (Daryl Wesley Phillip Vaz)                 |      |               |               |        |        |         |